# Bratulići (Barban)
Bratulići is een plaats in de gemeente Barban in de Kroatische provincie Istrië. De plaats telt  inwoners (2001).